# شهرستان وژشنیا
شهرستان وژشنیا (به لهستانی: Powiat Września) یک شهرستان در لهستان است که در استان لهستان بزرگ‌تر واقع شده‌است. شهرستان وژشنیا ۷۰۴٫۱۹ کیلومتر مربع مساحت و ۷۶٬۴۵۳ نفر جمعیت دارد.